# 基什贝格
基什贝格（法語：Kirchberg，法語發音：[kiʁʃbɛʁɡ] ⓘ）是法国上莱茵省的一个市镇，属于坦恩-盖布维莱尔区。

## 地理
基什贝格（47°47'48"N, 6°57'7"E）面积6.74 平方千米，位于法国大東部大區上莱茵省，该省份为法国东部内陆省份，是阿尔萨斯的一部分，今与下莱茵省组成了阿尔萨斯欧洲集体，其北临下莱茵省，西接孚日省，西南接贝尔福地区省，东侧沿莱茵河与德国相望，南与瑞士接壤。
与基什贝格接壤的市镇（或旧市镇、城区）包括：多勒伦、拉马德莱娜-瓦勒德桑日、马斯沃-尼德布吕克。
基什贝格的时区为UTC+01:00、UTC+02:00（夏令时）。

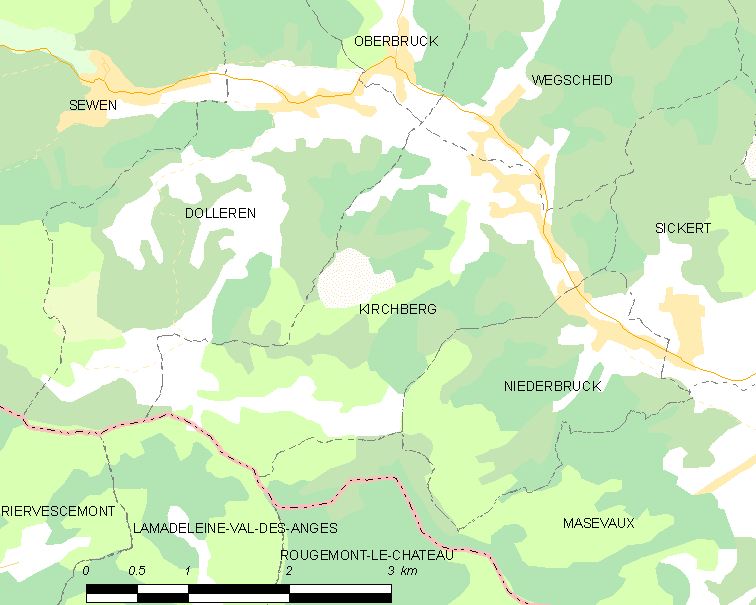
基什贝格的OSM定位图

## 行政
基什贝格的邮政编码为68290，INSEE市镇编码为68167。

## 政治
基什贝格所属的省级选区为马斯沃-尼德布吕克县。

## 人口

1962-2008年间基什贝格人口变化图示

基什贝格于2022年1月1日时的人口数量为716人。